# 이계영
이계영(1953년 2월 22일~2023년 4월 18일)은 대한민국의 배우이다.

## 배우 활동

### TV드라마
- 1980년 TBC → KBS1 《달동네》
- 1983년 KBS 《개국》 - 홍륜 역
- 1994년 KBS 《한명회》 - 김처선 역
- 1995년 KBS 《신세대 보고 - 어른들은 몰라요》
- 1995년 MBC 《제4공화국》
- 1996년 KBS 《용의 눈물》 - 이지성 역
- 1998년 KBS 《왕과 비》 - 이극증 역
- 2000년 KBS 《태조 왕건》 - 철원성 부장(1회,22회) 윤신달 역
- 2001년 KBS 《명성황후》 - 동학군 역
- 2002년 KBS 《제국의 아침》 - 손소 역
- 2002년 SBS 《야인시대》 - 조병옥 국회의원을 치료한 의사 역
- 2002년 KBS 《장희빈》 - 목창명 역
- 2003년 KBS 《무인시대》 - 정존실 역
- 2003년 SBS 《왕의 여자》 - 박응서 역
- 2004년 SBS 《장길산》 - 동춘만 역
- 2004년 KBS 《불멸의 이순신》
- 2006년 KBS 《대조영》 - 이기우 역
- 2010년 SBS 《자이언트》 - 천수만 역
- 2011년 KBS 《광개토태왕》 - 내신좌평 역
- 2013년 MBC 《기황후》 - 부사기 역
- 2014년 OCN 《귀신 보는 형사 처용》 - 철물점 사장 역

### 교양
- 2014년~2016년 TV조선 《이것은 실화다》 각종 단역
- 2014년 MBN 《기막힌 이야기 실제상황》 각종 단역